# セント・メアリーズ空港

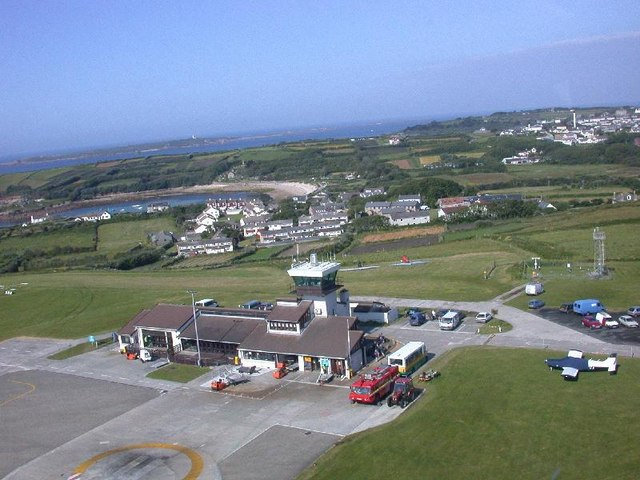
空港の建物（最近の再開発前）空港のすぐ向こうに旧市街が見える。

セント・メアリーズ空港（英: St Mary's Airport）またはシリー諸島空港（英: Isles of Scilly Airport）は、イングランドのシリー諸島セント・メアリーズ島にある空港。

## 概要
シリー諸島唯一の空港であり、シリー諸島との間のすべての航空交通管制を行っている。現在、空港はコーンウォール公領が所有し、シリー諸島評議会が運営している。

## 施設
空港ターミナルは、空港が稼働している間は一年中開いている。ビュッフェ、トイレのほか、リクエストに応じて車椅子の利用が可能。同空港は、HM沿岸警備隊の捜索救助航空機（ニューキー空港を拠点とする）やコーンウォール救急航空機などの一部の緊急サービスの着陸エリアとして使用される。またシリー諸島消防救助サービスの管理拠点としても使用される。滑走路の南端から数メートル以内に公共の歩道があり、離陸または着陸の数分前に、警告灯とベルで閉じられる。

## 航空会社と目的地
2020年7月の時点で、セント・メアリーズ空港は次の目的地への定期便を運航している。
| 航空会社             | 就航地                                                     |
| -------------------- | ---------------------------------------------------------- |
| シリー諸島スカイバス | ランズ・エンド空港、ニューキー空港 季節便： エクセター空港 |
| スローンヘリコプター | ペンザンスヘリポート                                       |

## 統計

### 利用者数
元のウィキデータクエリを参照してください.